# 李炳华
李炳华（1942年11月—2024年9月26日），河南光山人（一作北京）人，中国政治人物，中央文史研究馆馆员。曾任北京奥组委党组成员、执行副主席，中共北京市委组织部部长。